# Episodi di Succession (seconda stagione)
La seconda stagione della serie televisiva Succession, composta da 10 episodi, è stata trasmessa in prima visione negli Stati Uniti su HBO dall'11 agosto al 13 ottobre 2019.
In Italia, la stagione è andata in onda in prima visione sul canale satellitare Sky Atlantic dal 9 ottobre al 6 novembre 2019.
| nº | Titolo originale      | Titolo italiano           | Prima TV USA      | Prima TV Italia |
| -- | --------------------- | ------------------------- | ----------------- | --------------- |
| 1  | The Summer Palace     | Il Palazzo d'Estate       | 11 agosto 2019    | 9 ottobre 2019  |
| 2  | Vaulter               | La Vaulter                | 18 agosto 2019    | 9 ottobre 2019  |
| 3  | Hunting               | La caccia                 | 25 agosto 2019    | 16 ottobre 2019 |
| 4  | Safe Room             | Safe Room                 | 1º settembre 2019 | 16 ottobre 2019 |
| 5  | Tern Heaven           | Tern Heaven               | 8 settembre 2019  | 23 ottobre 2019 |
| 6  | Argestes              | Caccia al dinosauro       | 15 settembre 2019 | 23 ottobre 2019 |
| 7  | Return                | Ritorno                   | 22 settembre 2019 | 30 ottobre 2019 |
| 8  | Dundee                | Dundee                    | 29 settembre 2019 | 30 ottobre 2019 |
| 9  | DC                    | Washington                | 6 ottobre 2019    | 6 novembre 2019 |
| 10 | This Is Not for Tears | Non è il caso di piangere | 13 ottobre 2019   | 6 novembre 2019 |

## Il Palazzo d'Estate
- Titolo originale: The Summer Palace
- Diretto da: Mark Mylod
- Scritto da: Jesse Armstrong

### Trama
Subito dopo il matrimonio di Shiv e Tom, Kendall è in una clinica di riabilitazione in Islanda, ma viene richiamato entro 48 ore dal suo soggiorno per rilasciare una dichiarazione pubblica riguardante la sua decisione di ritirarsi dalla sua ostile acquisizione di Waystar RoyCo. Ancora traumatizzato e disorientato dopo l'incidente automobilistico fatale in Inghilterra, Kendall fatica a offrire una risposta coerente, ma Karolina gli ordina di dire semplicemente: "Ho visto il loro piano, e il piano di mio padre era migliore".
I fratelli Roy, che non sono a conoscenza dell'incidente di Kendall e si sentono ancora traditi dal suo tentativo di acquisizione, guardano la sua intervista confusi dalla sua strana apparizione. Shiv e Tom guardano da uno yacht dove stanno trascorrendo la loro luna di miele, che decidono di interrompere per potersi occupare di questioni familiari (incluso il nuovo ruolo di Tom in azienda). Roman e Gerri, nel frattempo, guardano la dichiarazione da un ospedale giapponese, dove stanno visitando i feriti nell'esplosione avvenuta durante il fallito lancio di un satellite che Roman ha supervisionato. Roman evita la maggior parte delle domande durante una conferenza stampa riguardante l'incidente.
Kendall torna a New York e si siede con Logan e Karl negli uffici di Waystar per valutare l'entità della minaccia di Stewy e Sandy. Kendall confida privatamente a Logan alcune delle informazioni personali che ha rivelato a Stewy e Sandy che attestavano il comportamento erratico di suo padre. Più tardi, Logan cena con il suo consulente finanziario Jamie Laird, che gli suggerisce di vendere l'azienda per evitare una costosa battaglia legale. Quella notte, Greg arriva al nuovo appartamento temporaneo di Kendall per consegnargli la cocaina.
Il giorno seguente, Kendall arriva presto a pranzo nella casa estiva della famiglia negli Hamptons, dove la casa è piena di un odore acre non identificato. Colin, il capo della sicurezza di Logan, porta Kendall da parte per informarlo che non è sospettato nell'indagine della polizia sulla morte di Andrew "Doddy" Dodds. Arrivano gli altri bambini e si scopre che la fonte del fetore è una sacca di procioni morti stipata nel camino. Logan fa scartare il pasto preparato e ordina la pizza, e chiede ai suoi figli la loro opinione sul fatto se debba vendere l'azienda. Tuttavia, nessuno di loro si sente in grado di parlare liberamente di fronte a tutta la famiglia.
Logan si scusa e va nel suo ufficio e fa incontrare i figli Roy uno per uno a porte chiuse, a partire da Roman. Shiv viene chiamata dopo, dove Logan le dice che la ritiene adatta a dirigere l'azienda. Shiv è positivamente sorpresa dall'offerta e ammette di aver sempre desiderato l'opportunità. Tuttavia, non lo rivela a Tom e gli comunica semplicemente che è stato nominato Presidente di Global Broadcast News alla ATN.
Al tramonto, Logan affronta l'appaltatore che era responsabile delle recenti riparazioni alla casa estiva e che ha messo i procioni morti nel camino come rappresaglia per essere stato sottopagato. Logan dà all'appaltatore un ultimatum: accettare una somma di denaro ancora più piccola o non ricevere alcun pagamento. Durante la cena, Logan nomina Kendall e Roman come suoi co-direttori operativi, nonostante le proteste di quest'ultimo. Poi porta Kendall a incontrare Stewy e Sandy a Manhattan, ma manda Kendall da solo. Stewy è sia infuriato che sconcertato dal tradimento di Kendall e Sandy si rifiuta di scendere a compromessi, il che rende la faticosa battaglia legale la loro unica opzione. Kendall promette loro che perderanno.

## La Vaulter
- Titolo originale: Vaulter
- Diretto da: Andrij Parekh
- Scritto da: Jon Brown

### Trama
Logan, Kendall, Roman e Shiv guardano l'intervista di Stewy sul tentativo di acquisizione sul canale di notizie concorrente PGM e decidono di reagire immediatamente. Logan incarica Kendall e Roman di esaminare Vaulter, che sta diventando un pozzo senza fondo per Waystar. Il senatore Eavis dice a Shiv che ha intenzione di nominarla suo Capo di gabinetto della Casa Bianca se viene eletto presidente. Shiv incontra Logan per discutere della sua offerta di dirigere l'azienda, ma Logan suggerisce che ci vorrebbero tre anni perché Shiv si integri completamente nel suo ruolo di CEO.
Il giorno successivo, Kendall e Roman visitano gli uffici di Vaulter e informano Lawrence che effettueranno un controllo di routine sulle prestazioni di Vaulter per conto di Logan. Lawrence tenta di ostacolare gli sforzi di Kendall seppellendolo sotto una montagna di documenti, mentre Roman porta fuori a bere diversi dipendenti di Vaulter nel tentativo di estrapolare da loro informazioni più preziose.
Il giorno successivo, Tom, che è stato promosso a Presidente di Global Broadcast News alla ATN, incontra la proprietaria della rete, Cyd Peach, che immediatamente si irrita per il suo disprezzo per il pubblico della ATN e lo liquida come un altro burocrate. Determinato a lasciare il proprio segno, Tom incarica Greg di eliminare le inefficienze all'interno della rete, nonostante il disagio di Greg a lavorare alla ATN.
Logan ascolta la valutazione di Kendall e Roman sulle prestazioni di Vaulter. Kendall vuole che Waystar mantenga l'acquisizione, ma Roman riferisce di aver appreso da dipendenti ubriachi che il numero di lettori di Vaulter sta diminuendo e che il suo staff vuole sindacalizzarsi. Logan concorda con Roman e incarica Kendall di chiudere Vaulter e di unire la sua proprietà intellettuale alle risorse di Waystar. Kendall si adegua con riluttanza.
Connor e Willa organizzano una festa per celebrare il loro ritorno a New York, che funge anche da evento di raccolta fondi per la candidatura presidenziale di Connor. Lì, Greg suggerisce a Tom di digitalizzare le operazioni della ATN; Tom lo prende come un'opportunità per licenziare i dipendenti. Shiv riporta Tom al loro appartamento per informarlo che Logan le ha offerto l'azienda. Tom esprime il suo sostegno ma teme che l'offerta metta a repentaglio la sua stessa prevista eredità dell'azienda; Shiv lo rassicura che l'offerta è probabilmente fasulla.
La mattina seguente, Kendall affronta Lawrence riguardo alla sua disonestà sulle prestazioni di Vaulter e tenta senza successo di dissuadere i dipendenti del sito dalla sindacalizzazione in un ultimo tentativo di salvare la redditività dell'azienda. Shiv e Tom cenano con Roman e Tabitha, dove Tom viene ampiamente deriso. Shiv dice privatamente a Roman di non considerare Tom una minaccia. In seguito, Shiv chiede consiglio a Tom su come navigare tra le sue lealtà conflittuali tra Eavis e Logan, entrambi i quali le hanno offerto opportunità significative. Tom la avverte che Logan potrebbe starla prendendo in giro e suggerisce di procedere con cautela piuttosto che prendere la sua offerta per buona.
Kendall fa installare di nascosto dai suoi uomini dei bloccanti Wi-Fi negli uffici di Vaulter quella notte e torna la mattina seguente per informare l'intero staff dell'azienda del loro licenziamento. Lawrence rimane impassibile e chiede a Kendall perché improvvisamente si sta voltando contro di lui; Kendall risponde seccamente che lo sta facendo per ordine di suo padre. Quella notte, affronta la situazione organizzando una festa a base di droga in un appartamento temporaneo che ha regalato a Greg.
La mattina seguente, Logan porta Kendall a lavorare a tempo pieno al suo fianco per aiutarlo a navigare nella battaglia per procura contro Stewy e Sandy. Shiv provoca Eavis a licenziarla dalla sua campagna, poi chiama Logan per dirgli che è pronta a iniziare a lavorare per Waystar. Quella sera, Kendall ruba in un negozio di alimentari.

## La caccia
- Titolo originale: Hunting
- Diretto da: Andrij Parekh
- Scritto da: Tony Roche

### Trama
Greg incontra l'autrice Michelle Pantsil, che sta scrivendo una biografia non autorizzata su Logan, ma se ne va bruscamente quando si rende conto di essere registrato. Logan, la cui salute rimane in dubbio, annuncia ai suoi dirigenti senior che Waystar acquisirà il rivale Conglomerato mediatico Pierce Global Media (PGM) e chiude la bocca a chi dissente dall'idea. Logan decide anche di riportare Frank in azienda, visto che è amico personale della proprietaria della PGM, Nan Pierce.
Roman e Tabitha guardano l'annuncio della campagna presidenziale di Connor, che si basa su una piattaforma di Resistenza fiscale. Roman chiede a Tabitha di contattare Naomi Pierce, membro del consiglio di amministrazione della PGM, sua amica e passato flirt, per proporre l'idea di un'acquisizione. Shiv, che conosce i piani di acquisizione di Logan grazie a Gerri e li contrasta fermamente, chiede a Tom di dissuadere Logan durante il prossimo ritiro di caccia di famiglia in Ungheria.
Sull'aereo, Logan è furioso nell'apprendere che qualcuno all'interno dell'azienda ha parlato con Pantsil; Greg diventa nervoso di essere scoperto. Si riuniscono con Frank dopo essere arrivati al loro rifugio di caccia in Ungheria. Tornata a New York, Shiv cerca di convincere Connor a non candidarsi alla presidenza, dato che la sua piattaforma anti-tasse mette a repentaglio i rapporti politici di Logan. Accompagna Willa a bere e seduce uno degli attori dello spettacolo teatrale di Willa. Connor, contro il consiglio della sua famiglia, rilascia il suo video di campagna al pubblico.
Durante la caccia, Greg confida a Tom di aver parlato con Pantsil e lo implora di mantenere il segreto. Kendall e Roman discutono di essere stati contattati anche da Pantsil; Roman discretamente riceve una telefonata privata da Naomi Pierce. Durante i preparativi per la cena, Logan è ulteriormente infuriato quando scopre che i Pierce conoscono già i suoi piani di acquisizione, rendendosi conto che le perdite di informazioni provengono da qualcuno della sua cerchia ristretta.
Mentre tutti iniziano a mangiare, Logan interrompe la cena e inizia a interrogare individualmente vari membri del gruppo per scoprire chi ha parlato con la famiglia Pierce e Pantsil. Logan fa sedere Karl, Tom e Greg in un angolo della stanza e li sottopone a un gioco sadicamente umiliante che chiama "Porco a terra", facendo interpretare ai tre il ruolo di maiali e litigare per un pezzo di salsiccia, con il perdente dichiarato talpa. In mezzo al caos, Kendall strappa il telefono a Roman e scopre che è stato proprio lui a parlare con i Pierce. Roman sostiene di aver cercato di aiutare suo padre, ma Logan lo marchia come un "idiota" davanti a tutti e chiede di sapere chi nella stanza lo sostiene sull'acquisizione. Kendall osserva che tutti i presenti sono contrari, ma Logan insiste sul fatto che comunque porterà avanti il suo piano.  
Durante la colazione il mattino seguente, Logan scopre che Mo, un membro del consiglio recentemente deceduto, ha parlato con Pantsil e considera il problema risolto, con grande sollievo di Greg. Gerri si avvicina a un Roman abbattuto, che le chiede come possa riguadagnarsi il rispetto di suo padre; Gerri gli consiglia di seguire il corso di formazione manageriale di sei settimane di Waystar. Sull'aereo di ritorno a New York, Frank informa Logan che l'amministratore delegato della PGM è interessato a un incontro. Quella notte, Logan chiama Shiv dicendole che è ora di portarla in azienda.

## Safe Room
- Titolo originale: Safe Room
- Diretto da: Shari Springer Berman e Robert Pulcini
- Scritto da: Georgia Pritchett

### Trama
Kendall si reca sul tetto di Waystar, sotto la sorveglianza delle telecamere di sicurezza. Fa una telefonata alla CEO di PGM, Rhea Jarrell, stabilendo un contatto in vista del loro prossimo incontro. Shiv va al lavoro a Waystar con Tom per il suo primo giorno. Vengono accolti da proteste contro il conduttore di ATN Mark Ravenhead, accusato di sostenere il nazismo. Logan discute della questione in una riunione del consiglio di amministrazione, osservando che rappresenta un problema per la sua acquisizione di PGM, che ha una tendenza di sinistra. Incarica Tom di esaminare Ravenhead per vedere se le accuse hanno fondamento.
Nel frattempo, Connor e Willa partecipano al funerale del membro del consiglio Mo, dove Connor spera di incontrare potenziali donatori per la sua campagna presidenziale. Connor informa Willa che il vero nome di Mo è in realtà Lester; il soprannome "Mo" è un gioco di parole con "molester" (molestatore), per il quale Lester era noto. Michelle Pantsil è presente al funerale e insiste con Connor sulla sua conoscenza del passato di Lester, ma Willa aiuta Connor a riscrivere il suo elogio in una serie di dichiarazioni generiche per sabotare gli sforzi di Pantsil nell'usare qualsiasi informazione contro di lui.
Shiv e Gerri discutono del comportamento erratico di Kendall di recente, che include il furto. Shiv rimane perplessa sul perché Kendall sia improvvisamente così leale a suo padre. Kendall, nel frattempo, incontra Rhea nel parcheggio dell'azienda e la porta al piano di sopra per incontrare Logan in privato. Rhea li informa che la famiglia Pierce non ha alcun interesse a vendere la loro azienda. Nel frattempo, Tom si siede con Ravenhead e riceve forti indicazioni che è effettivamente un simpatizzante nazista; tuttavia, il loro incontro viene interrotto da uno sparo nell'edificio e tutti vengono fatti entrare in Safe Room.
Logan, Shiv e Rhea vengono portati in una stanza sicura più grande e più sicura rispetto a Tom e Greg, che vengono semplicemente rinchiusi in uno spazio ufficio casuale, con grande disappunto di Tom. Kendall viene portato dentro poco dopo, dopo aver visitato nuovamente il tetto. Logan e Kendall riescono a convincere Rhea ad accettare un'offerta di denaro considerevole per acquistare PGM. Greg, nel frattempo, ammette a Tom che non vuole più lavorare alla ATN, ma suggerisce che possano continuare a lavorare insieme come parte di una "relazione aperta" in affari. Il paragone fa infuriare Tom, che inizia a lanciargli delle bottiglie d'acqua, ma il caos si placa una volta che i locali dell'edificio sono ritenuti sicuri da rientrare. Greg rivela a Tom di aver conservato copie dei documenti della crociera e lo ricatta per ottenere una promozione; Tom, impressionato dall'audacia di Greg, accetta con gioia.
Roman, nel frattempo, inizia il programma di formazione manageriale di sei settimane dell'azienda, dopo aver ricevuto il consiglio di farlo da Gerri per guadagnarsi il rispetto di suo padre. Tuttavia, si annoia degli eventi di formazione e si comporta in modo irrispettoso mentre lavora come personaggio in uno dei parchi dell'azienda. Ben presto fa amicizia con un eccentrico collega di tirocinio di nome Brian, e i due riescono a proporre un'idea per una nuova corsa nei parchi di Waystar. Tuttavia, Roman viene messo da parte e informato della possibile sparatoria nell'edificio dell'azienda, e usa la situazione come scusa per saltare la lezione piuttosto che presentare la sua idea.
Mentre Rhea se ne va, Logan accetta di licenziare Ravenhead dalla ATN come "offerta di pace" ai Pierce. Gli viene comunicato che la sparatoria è stata in realtà un suicidio innescato dal bullismo all'interno dell'ambiente di lavoro della ATN. Quella notte, Roman torna dal suo primo giorno di formazione manageriale e riferisce con noncuranza i suoi progressi a Gerri; improvvisamente si sente sessualmente eccitato quando lei lo sgrida e lo sminuisce, e Gerri fa il gioco del suo feticcio mentre lui si masturba. Shiv chiede a Kendall perché è improvvisamente così sottomesso a Logan; Kendall, ancora sconvolto dalla morte di Andrew Dodds, confida a Shiv tra le lacrime di non sentirsi degno di nient'altro che della sua lealtà nei confronti di suo padre. La mattina seguente, Kendall torna sul tetto, solo per trovare barriere antisuicidio di vetro installate lungo il perimetro.

## Tern Heaven
- Titolo originale: Tern Heaven
- Diretto da: Mark Mylod
- Scritto da: Will Tracy

### Trama
Logan annuncia ufficialmente i suoi piani di acquisizione del rivale gigante dei media Pierce Global Media (PGM), ma informa la famiglia che prima devono trascorrere il fine settimana nella tenuta della famiglia Pierce per placare le preoccupazioni sul loro carattere morale. Le letture e le vendite di PGM sono crollate negli ultimi due anni, presentando un'opportunità più chiara per i Roy. Tuttavia, Logan, fermamente determinato a vincere l'acquisizione, dà alla sua famiglia istruzioni meticolose su come presentarsi ai Pierce. A Kendall viene detto di arrivare più tardi rispetto al resto della famiglia con il pretesto di "fare volontariato".
I Pierce ricevono i Roy a Tern Haven, la loro tenuta di famiglia a Long Island. I Roy hanno già stabilito alcuni punti di contatto con i Pierce: Frank è amico personale della matriarca della famiglia, Nan Pierce, mentre la fidanzata di Roman, Tabitha, ha avuto in passato una relazione sessuale con la cugina di Nan, Naomi, che ha fatto un viaggio speciale per l'incontro con i Roy.
Le due famiglie si mescolano, sebbene ci siano attriti tra Connor e Maxim Pierce, un consulente del Brookings Institution che non prende sul serio le ambizioni presidenziali di Connor, e tra Shiv e Mark Pierce, un accademico a cui fa una battuta condiscendente. Arriva presto Kendall, e Rhea gli fa capire di essere dalla parte della sua famiglia. Logan prende la sua famiglia da parte e li rimprovera per non aver rispettato le sue aspettative su come devono "esibirsi"; Marcia esprime la sua frustrazione nei confronti di Logan per il suo comportamento nevrotico.
Quella sera, le due famiglie cenano insieme, e la cena diventa sempre più tesa mentre i Pierce indagano sulla vita dei Roy. Marcia fa commenti che suggeriscono di essere risentita per come Logan la tratta, e Tom si sente pressato quando i Pierce, liberali, lo insultano ripetutamente per la sua posizione alla ATN. Quando Nan chiede a Logan chi intende nominare come suo successore, le tensioni raggiungono il punto di rottura: Logan si rifiuta di rispondere alla domanda, spingendo un'indignata Shiv a proclamare di essere già stata scelta, stupendo la stanza. Nan conclude la cena e accompagna tutti fuori per osservare le stelle.
Mentre tutti gli altri si riuniscono fuori, Shiv si rifugia nella sua camera e va nel panico con Tom, rammaricandosi del suo sfogo. Nel frattempo, Kendall e Naomi, che si erano subito legati per la loro comune lotta contro la dipendenza, si allontanano di nascosto per fare cocaina insieme, e poi si ubriacano e fanno sesso all'interno dell'elicottero dei Roy. Naomi ammette a Kendall di disprezzare i Roy per aver pubblicato scandali su di lei sui loro tabloid durante il picco della sua tossicodipendenza, e che è lì solo per assicurarsi che un accordo di acquisizione fallisca. Kendall le suggerisce che i soldi da un'acquisizione potrebbero liberarla dagli intrighi di far parte di un impero aziendale di famiglia.
Nel cuore della notte, Roman e Tabitha tentano di fare sesso per la prima volta, ma Roman fatica a esibirsi e Tabitha è disgustata dai suoi feticci inusuali. Visita la stanza di Gerri e si masturba senza difficoltà alla sua umiliazione erotica.
La mattina seguente, Nan, Rhea e Naomi incontrano privatamente Logan, Shiv, Gerri e Kendall e accettano di vendere la proprietà di PGM ai Roy a condizione che Shiv venga nominata successore di Logan. Logan rifiuta i loro termini e annulla l'accordo, ma suggerisce a Nan che la sua famiglia ha bisogno dei soldi per far sopravvivere la loro azienda. Non appena i Roy atterrano di nuovo a Manhattan, Logan riceve una telefonata che dice che i Pierce hanno riconsiderato e che l'accordo è un successo. I Roy festeggiano nell'appartamento di Logan, ma Logan stesso sceglie di riflettere da solo nella sua stanza.

## Caccia al dinosauro
- Titolo originale: Argestes
- Diretto da: Matt Shakman
- Scritto da: Susan Soon He Stanton

### Trama
I Roy (ad eccezione di Shiv) partecipano ad Argestes, un ritiro internazionale incentrato sui media, con l'obiettivo di finalizzare l'accordo di acquisizione con i Pierce. La conferenza attira una folla numerosa e varia che include alcuni dei nemici dei Roy, come Lawrence, Stewy e Sandy. Shiv, nel frattempo, sta seguendo Frank a New York e riceve la notizia che sta per essere pubblicato un articolo sulla vicenda delle crociere di Waystar.
Logan, Kendall e Gerri vengono informati anche dell'imminente pubblicazione dell'articolo da Hugo Baker, un vicepresidente senior delle comunicazioni della divisione parchi e crociere di Waystar. Fanno una chiamata con Shiv e decidono come contenere la pubblicazione dell'articolo, con Kendall e Logan che concordano sul fatto che la migliore linea d'azione sia quella di molestare e intimidire la rivista affinché si ritiri. Logan chiede a Shiv di volare alla conferenza per aiutare a rappresentare l'azienda in caso di scandalo pubblico.
Nel frattempo, Tom e Greg faticano a trovare uno slogan appropriato per la prossima presentazione di Tom su ATN dopo che Greg scopre che l'azienda ha violato i diritti alla privacy degli spettatori. Roman e Gerri trovano il modo di mantenere Waystar a galla finanziariamente in mezzo al triplice peso dello scandalo, dell'offerta di acquisizione e dell'acquisizione di PGM; Roman tenta di ottenere l'aiuto del miliardario azero Eduard Asgarov, che accetta di fornire denaro a Waystar se l'azienda diffonde propaganda per conto del suo paese d'origine. Quella notte, Shiv arriva ad Argestes e Tom le confida il suo timore di diventare il capro espiatorio pubblico per lo scandalo delle crociere, dato che è stato messo a capo dei documenti e ha ordinato l'Insabbiamento delle prove.  
La mattina seguente, Nan e Rhea arrivano alla conferenza e fanno colazione con Logan e Kendall, che cercano di accelerare gli ultimi passi per assicurarsi l'accordo. Nel bel mezzo della riunione, tuttavia, il New York Magazine pubblica il suo articolo sullo scandalo e Logan e Kendall si scusano per valutare la situazione insieme a Shiv, Roman, Gerri e Hugo. Scoprono i dettagli delle molestie sessuali di Lester McClintock a bordo delle crociere della compagnia e, dopo alcuni disaccordi, decidono che Kendall e Roman dovrebbero rappresentare la compagnia in un prossimo panel discussion alla conferenza quella sera.
Rhea incontra Shiv e ammette di voler che l'acquisizione abbia successo per suo interesse personale. Convince anche Shiv a salire sul palco con i suoi fratelli all'evento. Durante la discussione del panel, i fratelli offrono risposte contrastanti alla maggior parte delle domande dell'intervista e la famiglia si indigna quando Shiv fa un commento definendo Logan un "dinosauro" e sembra suggerire che sia giunto il momento per lui di dimettersi dall'azienda. Nella discussione che segue l'evento, Logan colpisce improvvisamente Roman in faccia, facendo infuriare Kendall al punto da difendere suo fratello.  
La conferenza si conclude con un evento di roast ospitato dal comico stand-up Zell Simmons, che fa una serie di battute taglienti sui Roy riguardo allo scandalo delle crociere. Nan, che stava già riconsiderando il suo rapporto con i Roy, esce dall'evento e Logan e Rhea la inseguono. Nan licenzia Rhea per aver cospirato con Logan alle sue spalle e annulla l'accordo di acquisizione. Un Logan infuriato non può fare nulla mentre Nan viene allontanata da Argestes.

## Ritorno
- Titolo originale: Return
- Diretto da: Becky Martin
- Scritto da: Jonathan Glatzer

### Trama
In seguito alle accuse di molestie sessuali rivolte alla Brightstar Cruises, Logan organizza una festa nel suo appartamento per mantenere buone relazioni con il suo ampio cerchio sociale. Frank e Gerri chiamano Logan, Kendall e Roman al piano di sopra per discutere strategie per mantenere dalla loro parte gli azionisti di Waystar, in mezzo allo scandalo delle crociere e all'offerta di acquisizione di Sandy e Stewy. Decidono di volare a Londra per incontrare gli azionisti esteri, tra cui la seconda moglie di Logan, Caroline, che possiede il 3% delle azioni della società. Roman informa Shiv che è stata esclusa dalla discussione.
Il giorno successivo al lavoro, Tom viene interrogato in un'indagine interna riguardante gli incidenti sulle crociere ed è sorpreso di ricevere domande puntuali e incisive, contrariamente a quanto gli era stato fatto credere. Shiv assicura a Tom che il suo lavoro è al sicuro e decide di volare a Londra per affrontare suo padre. Nel frattempo, Tom affronta Greg, che aveva conservato copie dei documenti relativi allo scandalo, e gli ordina di distruggerli. Tuttavia, mentre brucia le copie quella notte, Greg recupera discretamente alcune pagine.
A Londra, Kendall e Roman sono sorpresi di vedere che Logan ha invitato Rhea ad aiutarli nei loro sforzi grazie alla sua esperienza strategica e alla sua abilità negli affari. Logan e Rhea trascorrono poi la notte insieme. Kendall continua la sua relazione con Naomi Pierce. Stewy e Sandy hanno iniziato a diffondere voci negative su Logan, evocando la morte di Andrew "Doddy" Dodds, suggerendo che si sia trattato di un suicidio provocato dai maltrattamenti inflitti da Logan al suo personale di accoglienza. Logan chiede a Kendall, ancora sconvolto dall'incidente, di unirsi a lui per incontrare la famiglia di Doddy e assegna a Roman il compito di parlare con sua madre.
Shiv arriva a Londra e pranza con Rhea, che le offre la sua precedente posizione di CEO di PGM. Shiv intuisce che si tratta di uno stratagemma escogitato da Logan. Nel frattempo, Kendall e Logan visitano la famiglia di Doddy; Kendall è visibilmente scosso, ma Logan gli dice che la famiglia attribuisce la morte di Doddy ai suoi problemi di droga e non a nulla che abbia a che fare con i Roy. Più tardi quella notte, Kendall consegna segretamente denaro alla cassetta delle lettere della famiglia.
Shiv e Roman visitano la madre e le comunicano l'intervallo accettabile di denaro che Logan è apparentemente disposto a offrire per acquistare la sua lealtà nei confronti dell'azienda. Caroline vede attraverso l'inganno e chiede o la casa estiva della famiglia negli Hamptons o semplicemente 20 milioni di dollari USA a condizione di vedere i suoi figli ogni Natale, consentendo in definitiva a Logan di scegliere. Kendall arriva quella notte e cerca di aprirsi con Caroline sul suo rimorso per la morte di Doddy, ma lei lo blocca e chiede di discutere di qualsiasi cosa "piuttosto difficile" il mattino seguente. Tuttavia, Kendall si sveglia per scoprire che Caroline è già uscita di casa.
Shiv affronta Logan sulla sua posizione in azienda. Logan l'accusa di cospirare contro di lui, confermando di aver orchestrato l'incontro con Rhea. Gli altri volano di ritorno a New York senza Shiv. Logan si sente sempre più a suo agio con Rhea. Shiv chiama Kendall per avvertirlo che Rhea è probabilmente pericolosa.

## Dundee
- Titolo originale: Dundee
- Diretto da: Kevin Bray
- Scritto da: Mary Laws

### Trama
I Roy assistono alla prima della pièce teatrale di Willa e Kendall seduce Jennifer, una delle attrici. Il giorno successivo, i figli Roy registrano messaggi video per il 50° anniversario di Waystar, che verrà celebrato nella città natale di Logan, Dundee, in Scozia. Sull'aereo per la Scozia, i Roy apprendono che un ex dipendente scontento ha intenzione di denunciare lo scandalo delle crociere.
A Dundee, Shiv affronta Rhea, accusandola di voler prendere il controllo dell'azienda. Mentre Logan è assente, Marcia fa capire in modo passivo-aggressivo a Rhea di sapere della sua relazione con Logan. Durante una riunione di famiglia, Shiv chiede l'aiuto dei suoi fratelli per sabotare Rhea facendola apparire male agli occhi di Logan. Nel frattempo, Kendall fa volare Jennifer a Dundee, nonostante le proteste di Connor secondo cui Willa ha bisogno di lei a New York per la sua commedia.
Mentre visita la neonata Scuola di Giornalismo Logan Roy, Kendall ammette a Rhea di non lavorare davvero contro di lei. Rhea suggerisce che Kendall sia il successore più probabile di Logan. Ewan arriva a Dundee e dà a Greg un ultimatum: o smette di lavorare per Logan o perde l'eredità di 250 milioni di dollari di Ewan. Shiv fatica a convincere i suoi fratelli a lavorare con lei contro Rhea.
Rhea ha organizzato un'elaborata festa per celebrare i 50 anni di Logan in azienda, sorprendendo Logan con una folla di centinaia di ospiti. Logan e Shiv concordano una "tregua" per la notte. Shiv incontra Gerri, Hugo, Cyd, Frank e Karolina, che la informano che il denunciante non accetterà un accordo economico di alcun importo per ritirare la sua dichiarazione. Shiv decide di non preoccupare suo padre con i dettagli dello scandalo durante la sua festa.
Durante gli eventi della serata, Kendall sale sul palco, rivela una maglietta da baseball personalizzata "Roy 50" ed esegue un'intera canzone rap sulle prodezze e i successi di Logan, lasciando la maggior parte della folla sbalordita e lo stesso Logan in uno stato di muta furia. In seguito manda a casa Jennifer dopo che lei appare imbarazzante e superficiale quando lui la presenta a Logan. Roman ed Eduard Asgarov dicono a Logan di avergli comprato il club di calcio Hearts come regalo, solo per sentirsi ricordare che Logan in realtà sostiene il loro rivale Hibs. Shiv si rende conto che Rhea dovrà sopportare il peso dello scandalo delle crociere se diventerà CEO e dice a Logan di prendere la decisione che ritiene migliore. Logan tiene un discorso annunciando che Rhea sarà CEO. Marcia, sentendosi tradita dal fatto che Logan non glielo abbia detto in anticipo, lascia l'evento. Mentre Logan si prepara a svelare la sua targa commemorativa dei suoi 50 anni in azienda, Ewan affronta suo fratello, avvertendolo che dovrà affrontare le conseguenze delle sue azioni, prima che Logan scopra che la targa è stata dedicata a loro madre piuttosto che a lui stesso.

## Washington
- Titolo originale: DC
- Diretto da: Mark Mylod
- Scritto da: Jesse Armstrong

### Trama
Nell'appartamento di Logan, i Roy guardano un'intervista televisiva a James Weissel, il denunciante nello scandalo delle molestie sessuali della Brightstar Cruises. Weissel nomina il defunto Lester McClintock personalmente responsabile della maggior parte delle molestie, con Lester soprannominato "Mo" dai superiori come abbreviazione di "Mo Lester" (molestatore). Implica anche Tom, Kendall e Gerri nell'aver contribuito a insabbiare il tutto. L'intervista discute ciò che l'azienda chiamava casi NRPI (No Real Person Involved), in cui le vittime erano prostitute o lavoratrici migranti nei porti stranieri, che l'azienda utilizzava per scagionarsi da qualsiasi Responsabilità giuridica. La famiglia apprende da Shiv che il Senato vuole che alti funzionari dell'azienda, incluso Logan, testimoni in un'audizione relativa allo scandalo. Roman accetta la richiesta di Logan di aiutare l'azienda a sopravvivere finanziariamente assicurandosi fondi dalla famiglia del miliardario azero Eduard Asgarov. Rhea arriva poco dopo per aiutare nei preparativi per la testimonianza e rivela privatamente a Logan di sentirsi manipolata nell'essere stata nominata CEO proprio mentre l'azienda sta affrontando un grave scandalo.
I Roy hanno intenzione di usare il predecessore di Tom, Bill Lockheart (che inizialmente ha supervisionato l'insabbiamento delle crociere), come capro espiatorio, ma sono sorpresi di trovarlo nell'edificio del Senato quando arrivano. Bill lascia intendere di essere lì per assicurare la propria sopravvivenza allo scandalo. Logan, Kendall e gli altri elaborano strategie da una sala riunioni mentre Tom è il primo a essere chiamato a testimoniare insieme a Gerri. Tom rovina completamente le sue risposte alle domande aggressive del senatore Gil Eavis, arrivando persino a dichiarare di non sapere chi sia Greg. Torna dalla sua testimonianza in preda al panico, accusando Shiv e gli altri di averlo usato come loro capro espiatorio.
Nel frattempo, Roman viaggia con Karl e Laird per consultare l'aiuto di Eduard. Lui ed Eduard continuano con poca convinzione i loro doveri come proprietari della squadra di calcio scozzese Heart of Midlothian, e Eduard invita Roman e gli altri in Turchia per presentare la loro proposta di investimento al padre di Eduard. In Turchia, mentre Roman è nel bel mezzo di un discorso di vendita, lui e gli altri vengono fatti entrare nella hall di un hotel dalle forze della milizia anti-corruzione, che Eduard dice essere state inviate dal genero del presidente turco Zeynal per sequestrare beni chiave. Le forze tengono in ostaggio gli occupanti dell'hotel mentre Roman riesce a ottenere una sorta di accordo con Eduard e i suoi associati. Viene poi portato a incontrare Zeynal faccia a faccia.
Shiv incontra privatamente Gil e Nate, dove scopre che hanno una testimone di nome Kira, pronta a testimoniare contro i Roy. Logan manda Shiv e Rhea a incontrare Kira mentre lui e Kendall vanno a testimoniare. Anche Logan inciampa nelle sue risposte alle domande di Eavis, ma devia la colpa su Kendall, che tuttavia fornisce una forte e sicuro rimprovero a Eavis e lo accusa di operare su pregiudizi personali contro Logan e la sua azienda.
Shiv e Rhea rintracciano Kira in un parco giochi dove è con i suoi figli. Rhea è a disagio nel costringere una vittima di violenza sessuale al silenzio, quindi Shiv incontra Kira da sola. Shiv ammette a Kira che lei e l'azienda non sono affidabili, ma le chiede se il suo coraggio personale nel denunciare i Roy vale la pena dell'esame pubblico a vita che la seguirà se sceglie di andare avanti. Offre a Kira un lauto risarcimento e la promessa che lavorerà per cercare giustizia per le persone coinvolte. Kira accetta di ritirarsi e Shiv ottiene l'approvazione di suo padre per averli aiutati a vincere il caso.
Dopo il processo, Rhea si sente tradita dallo scandalo e dice a Logan che non vuole più essere associata all'azienda, abdicando al suo ruolo di CEO prima di andarsene. Logan guarda la testimonianza di Kendall con Shiv e si preoccupa che la posizione combattiva di Kendall contro il Congresso danneggi il rapporto di Waystar con i suoi azionisti. Dice a Shiv che se vogliono davvero che l'azienda sopravviva, dovranno fare un "sacrificio di sangue".

## Non è il caso di piangere
- Titolo originale: This Is Not for Tears
- Diretto da: Mark Mylod
- Scritto da: Jesse Armstrong

### Trama
Greg viene chiamato a testimoniare davanti al Senato riguardo alle molestie sessuali sulle crociere Brightstar. Si impasticcia durante l'interrogatorio del senatore Eavis. Logan guarda la testimonianza in macchina con Hugo mentre discutono su chi dovrebbe essere il capro espiatorio pubblico per lo scandalo. Logan riceve una telefonata da un influente azionista di Waystar, che suggerisce a Logan di assumersi la responsabilità dei crimini.
Dopo la testimonianza, i Roy trascorrono una vacanza su un grande yacht nel Mar Mediterraneo. Connor e Willa sono i primi ad arrivare e Willa è sconvolta nell'apprendere che la sua recente opera teatrale è stata stroncata dalla critica. Shiv dice a Tom che vuole avere una Threesome con lui e un dipendente dello yacht, anche se Tom è chiaramente apprensivo. Kendall arriva presto sulla barca con Naomi Pierce e Greg.  
Roman, Karl e Laird tornano dalla Turchia, essendo stati rilasciati dalla milizia anti-corruzione in quanto stranieri. Laird sostiene a Logan che l'accordo per assicurarsi i finanziamenti della famiglia di Eduard Asgarov è andato a buon fine e permetterà a Waystar di diventare privata, ma Roman ammette che l'accordo è probabilmente falso. Laird, che cercava di trarre profitto dall'accordo con la Turchia, ricorda agli altri le conseguenze legali se Waystar rimane pubblica e lascia lo yacht agli altri per risolvere la disputa tra loro. Connor chiede a Logan denaro per coprire la perdita finanziaria relativa all'opera di Willa e numerose altre spese; Logan accetta a condizione che Connor sospenda la sua campagna presidenziale. Logan chiede a Kendall di far lasciare lo yacht a Naomi, intuendo che sta alimentando il suo abuso di droga; prima di andarsene, Naomi dice a Kendall che Logan lo favorisce solo nel suo stato di fragilità.
A colazione il giorno successivo, Logan offre con noncuranza di prendersi la colpa per le molestie sulle crociere, ma gli altri iniziano immediatamente a discutere altre opzioni mentre si riuniscono al tavolo. Il nome di Tom viene suggerito da diversi membri, tra cui Shiv, poiché ha supervisionato la gestione dei documenti pertinenti, sebbene la discussione sia inconcludente tra le discussioni. Logan e Kendall si recano su un'isola greca nel tentativo di ottenere aiuti finanziari da Stewy, ma lui li rifiuta. Mentre si rilassano su una spiaggia, Tom confessa a Shiv di essere infelice del loro matrimonio e di risentire del modo in cui lei lo ha trattato. Tornato sullo yacht, Tom mangia un pezzo di pollo di Logan in segno di sfida, mentre Shiv, sconvolta, implora Logan di non sacrificare Tom.  
Logan infine si avvicina a Kendall e lo persuade ad assumersi la responsabilità pubblica dei crimini. Un disperato Kendall suggerisce di meritare la punizione per la morte di Andrew Dodds, anche se Logan liquida quell'incidente come un caso "No Real Person Involved". Kendall chiede a Logan se lo abbia mai ritenuto adatto a dirigere l'azienda, ma Logan dice a suo figlio di non vederlo come un "assassino". Logan annuncia la sua scelta a cena, scioccando gli altri membri della famiglia. Logan nomina anche Roman unico Direttore operativo dell'azienda.
La mattina seguente, Kendall e Greg vengono riportati a New York per tenere una conferenza stampa e Greg esprime simpatia per la situazione di Kendall. Mentre Logan e Shiv guardano in televisione dallo yacht, Kendall inizia dicendo di essere stato scelto per accettare la colpa per la gestione dei casi di crociera da parte dell'azienda, ma improvvisamente devia dai suoi commenti preparati dando la colpa a Logan, definendo suo padre "una presenza maligna, un bullo e un bugiardo" e affermando che Logan era personalmente responsabile dell'approvazione degli accordi legali che coprivano le molestie. Inoltre, informa i giornalisti di aver portato documenti che provano la colpevolezza di suo padre, che Greg ha a portata di mano. Il discorso sciocca i giornalisti, Karolina e il resto della famiglia Roy tranne Logan, che sorride leggermente.